# Omar Ortiz
Omar Ortiz Uribe (ur. 13 marca 1976 w Monterrey) – były meksykański piłkarz występujący na pozycji bramkarza.